# Municipio 9 Georgeville
El municipio 9 Georgeville (en inglés: Township 9, Georgeville) es un municipio ubicado en el  condado de Cabarrus en el estado estadounidense de Carolina del Norte. En el año 2010 tenía una población de 3.458 habitantes.

## Geografía
El municipio 9 Georgeville se encuentra ubicado en las coordenadas 35°20′10.38″N 80°27′27.9″O / 35.3362167, -80.457750.